# Трансферабельність (економіка)
Трансферабельність (економіка) належить до витрат, що беруть участь в переміщенні товарів з одного місця в інше. До них належать витрати на транспортування, витрати на отримання товарів, сумісних з правилами призначення вантажу, а також витрати, пов'язані з тарифами або митом.
{\displaystyle transferability={\frac {constant}{transportation+regulations+tariffs}}}
Також: Трансферабельний акредитив — акредитив, право використання якого може бути повністю або частково передано другому бенефіціару або декільком другим бенефіціарам на прохання першого бенефіціара.